# Bernie Cummins
Bernard Joseph Cummins (Akron, 14 maart 1900 – Palm Beach, 22 september 1988) was een Amerikaanse jazz-drummer en bigband-leider.
Cummins was een bokser, maar speelde ook drums in lokale bands in Ohio. In 1919 formeerde hij een kleine groep, die geleidelijk aan uitgroeide tot een grotere dansband. In de band speelden onder meer Charlie Callas, Randy Brooks en een tijd lang ook Tommy Dorsey. De vocalisten waren onder meer Dorothy Crane, Paul Roberts, broer Walter Cummins en Scottee Marsh (later actief bij Tommy Dorsey). Het orkest trad vaak op in het Middenwesten en was een graag geziene gast in allerlei grotere hotels en ballrooms in bijvoorbeeld New York en Chicago. De band speelde voor de radio (zoals in het programma Spotlight Dance Program) en nam regelmatig op voor platenmaatschappijen als Vocalion, Brunswick, Victor en Columbia. De eerste opnames werden gemaakt in 1924 voor Gennett. Eind jaren vijftig werd het steeds moeilijker om optredens te krijgen. De band speelde in clubs in Las Vegas en werd in 1959 opgeheven, waarna Cummins met pensioen ging in Boca Raton in Florida. Hij overleed op 88-jarige leeftijd.

## Discografie
- Bernie Cummins & His Orchestra (1924-1930), Timeless, 2000
- Original 20s-30s Hot Dance Music: Bernie Cummins & His Orchestra, Vintage Music Productions, 2010

- Bibliothèque nationale de France: cb16197442r (data)
- Gemeinsame Normdatei: 135380103
- International Standard Name Identifier: 0000 0000 7790 9790
- Library of Congress Control Number: no2002109836
- Virtual International Authority File: 120194935